# Humaitá (Rio Grande do Sul)
Humaitá, amtlich portugiesisch Município de Humaitá, ist eine brasilianische Gemeinde im Bundesstaat Rio Grande do Sul. Ihre Einwohnerzahl wurde zum 1. Juli 2021 auf 4712 Personen geschätzt und ist seit einigen Jahren rückläufig.
Umliegende Orte sind Boa Vista do Buricá, Bom Progresso, Campo Novo, Crissiumal, Nova Candelária, Sede Nova und Três Passos. Die Entfernung zur Hauptstadt Porto Alegre beträgt 473 km. Humaitá ist Teil der riograndenser Tourismusregion Rota do Yucumã. Sie ist über die Bundesstraße BR-472 und die transversale Landstraße RS-207 erreichbar.

## Bevölkerungsentwicklung
Der Einbruch zwischen 1980 und 1991 beruht aus der Ausgliederung des Distrito Sede Nova, der 1988 das selbständige Munizip Sede Nova wurde. Quelle:

## Archäologie
Nach Humaitá ist die Humaitá-Kultur, portugiesisch Tradição Humaitá (Humaitá-Tradition), benannt, indigene, steinzeitliche (präcabralinische) archäologische Funde im Nordwesten von Rio Grande do Sul.